# 楓長翅痣大蚜
楓長翅痣大蚜（学名：Longistigma liquidambarus）为大蚜科翅痣大蚜屬下的一个种。